# El exilio de las especies (Thend)
El Exilio de las Especies (Thend) es el cuarto y último álbum de estudio del grupo musical argentino de rock Intoxicados, publicado  el 27 de mayo de 2008. Fue grabado en Matadero Records.
El álbum recorre múltiples géneros a través de sus pistas, desde el hip hop, rock & roll, temas acústicos, música electrónica, funk, reggae, etc.
Las canciones más conocidas son: «Pila Pila», «Casi sin pensar» y «Noche con amigos».
La presentación del disco ante la prensa se llevó a cabo en mayo de 2008 en el Planetario. Para el asombro de los presentes, Pity llegó al lugar con una cabra en sus brazos.

## Sencillos
El sencillo «Pila Pila» fue lanzado exactamente el 1 de enero a las 00:00 en varias radios argentinas. Este tema musical ha obtenido gran éxito en todos los rankings llegando a la primera posición en la mayoría de los rankings de las cadenas de radio y televisión del país. 
El segundo corte fue «Casi sin pensar», el cual no fue promocionado con un video musical, pero sí recibió gran airplay radial, razón por la que lograron llegar al puesto 9 en Argentina.

## Lista de canciones
Todas las canciones escritas y compuestas por Pity Álvarez, excepto lo indicado. 
| N.º | Título                                               | Duración |  |
| 1.  | «Bienvenidos al Apocalipsis»                         | 2:03     |  |
| 2.  | «Comandante»                                         | 4:29     |  |
| 3.  | «Noche con amigos» (Jorge Rossi)                     | 4:25     |  |
| 4.  | «Pila pila»                                          | 4:24     |  |
| 5.  | «Me vuelvo al sudeste»                               | 2:06     |  |
| 6.  | «Quién soy»                                          | 4:21     |  |
| 7.  | «Un secreto»                                         | 3:32     |  |
| 8.  | «Casi sin pensar»                                    | 6:09     |  |
| 9.  | «Mayonesa»                                           | 4:13     |  |
| 10. | «Jaime Marrón» (Homenaje a James Brown)              | 3:16     |  |
| 11. | «Del mar»                                            | 5:18     |  |
| 12. | «África»                                             | 7:56     |  |
| 13. | «Himno a Bolaños» (Homenaje a Roberto Gómez Bolaños) | 3:54     |  |